# شهرستان نساو (نیویورک)
شهرستان نَساو (به انگلیسی: Nassau County) واقع در ایالت نیویورک است. جمعیت این شهرستان ۱٬۳۶۹٬۵۱۴ نفر گزارش شده‌است. مرکز شهرستان نساو شهر ماینولا است.این شهرستان در تاریخ ۱۱ مارس ۱۸۰۸ بنیانگذاری شده‌است.